# Marek Stachowski
Marek Stachowski (Piekary Śląskie, 21 marzo 1936 – Cracovia, 3 dicembre 2004) è stato un compositore polacco.
Dal 1953 ha studiato composizione con Krzysztof Penderecki presso l'Accademia di Musica di Cracovia.